# Transporte Automotor Municipal Sociedad del Estado
La empresa Transporte Automotor Municipal Sociedad del Estado (conocida popularmente por sus siglas, TAMSE) es una empresa administrada por la Municipalidad de Córdoba. Empezó a funcionar en el año 2004 bajo la intendencia de Luis Juez, aunque hubo significativos cambios en su operatoria durante los años siguientes hasta la actualidad.
Desde octubre de 2021, esta empresa presta el servicio de los corredores de trolebuses y sus extensiones, además de otras 16 líneas de colectivos que antes operaba Grupo ERSA.

## Historia
El origen del "Transporte Automotor Municipal Sociedad del Estado" - TAMSE - debe contextualizarse a mediados de 2002, cuando todavía el país sufría las consecuencias de la crisis socioeconómica producto de la salida anticipada del entonces presidente Fernando De la Rúa.
El transporte público, como otros sectores, no pudo escapar a las turbulencias que provocaba la situación y que arrastraba irremediablemente a las distintas empresas a situaciones de zozobra. Ese fue el caso de la UTE "Ideal -San Justo", que explotaba los corredores rojo; verde y los anillos de circunvalación. Al ver agravada su situación financiera, ponía en situación de riesgo la fuente laboral de unos 863 trabajadores.
La Municipalidad de Córdoba comienza a estudiar la posibilidad de crear una empresa de transporte municipal para preservar las fuentes de trabajo y no deteriorar a la par al sistema de transporte público. Por eso, en 2004 caducó la concesión de la UTE y se estableció por decreto la creación de la TAMSE para absorber esos servicios. Con aproximadamente 70 colectivos alquilados, la incorporación de los empleados de la empresa caída y sin la posibilidad de realizar inversiones de capitalización. arranca el funcionamiento de la empresa.
En el año 2005, TAMSE absorbe el servicio de trolebuses (que anteriormente explotaba la empresa Trolecor ) y sus tres líneas. También en ese año se registra la compra de la primera tanda de colectivos, 30 unidades Volkswagen, 100 marca Iveco y 20 Mercedez Benz, todos 0 km, varios de ellos equipados con un sistema especial de rampas para facilitar el ascenso y descenso de discapacitados en sillas de ruedas. Esta alternativa de ampliar la flota, permite situar a TAMSE como la principal empresa del sistema de transporte público de pasajeros. Esto, más la suma de nuevos recorridos, comienzan a perfilar otra empresa ante la opinión pública. La creación de una empresa pública de transporte y la satisfactoria performance y calidad del servicio instalan el precedente de una servicio estatal que inaugura el paradigma de que el Estado puede ser un prestador eficiente con costos y rendimientos razonables.
La consolidación de TAMSE en el mercado del transporte público se reafirma con la incorporación de 119 unidades, 110 Iveco y 9 adquiridos a Tatsa, más la implementación del servicio diferencial, que comienza en el mes de octubre con 20 unidades fabricadas por Mercedes Benz y tres Líneas (D1; D3 y D6).
En el año 2009, el servicio diferencial se amplia con la compra de 40 unidades más, provistas por TATSA, las que originan tres nuevas líneas (D2; D4 y D5) y ampliando los recorridos de las tres ya existentes. 
En agosto de 2013 el entonces intendente de Córdoba, Ramón Javier Mestre, decidió que entre septiembre de ese año y marzo de 2014 (que se relanzó una reforma total del sistema) las líneas de colectivos de TAMSE (que atravesaba una crisis financiera y fuertes cuestionamientos por el estado de las unidades) sean operadas por el Grupo ERSA y por Autobuses Santa Fe, generando así una breve Unión Transitoria de Empresas (UTE).
Con la llegada de la pandemia de COVID-19 en 2020, el intendente Martín Llaryora declara el estado de emergencia del transporte público cordobés debido al fuerte impacto que provocó la disminución de la circulación. Así, se produjeron diversas modificaciones en el sistema que para los trolebuses implicó el nacimiento de otras tres líneas: la A1, B1 y C1; que cubren parte de los recorridos electrificados y llegan con extensiones a distintos extremos de la ciudad.
En octubre de 2021, por decisión municipal, TAMSE absorbe el corredor 8 y el corredor 3 (salvo las líneas 30 y 34) operadas por Coniferal, sacándoselas al Grupo ERSA por incumplimientos en la concesión. Así, pasa a tener en total diecisiete líneas bajo su órbita.
El 15 de diciembre de 2022, TAMSE anunció que iba a operar las líneas 53, 54, 600, 601 y el servicio especial Aerobus, ya que estás 5 era operadas por ERSA, y por la baja frecuencia, TAMSE comenzó a operarlas para mayor frecuencia, el traspaso se hizo efectiva el domingo 18.

## Líneas

### Trolebuses
| Línea | Cabeceras                                   | Mapa |
| ----- | ------------------------------------------- | ---- |
| A     | - Mariano Fragueiro - Plaza de Las Américas |      |
| B     | - Barrio Alto Alberdi - Barrio Pueyrredón   |      |
| C     | - Barrio Ameghino - Barrio San Vicente      |      |

### Extensiones
Cubierto íntegramente por colectivos, las extensiones de las líneas de trolebuses cumplen la función de recorrer las mismas arterias que el sistema electrificado, pero que luego continúan recorrido varios kilómetros más hacia puntos cardinales más alejados del centro.
| Línea | Cabeceras                                   |
| ----- | ------------------------------------------- |
| A1    | - Mariano Fragueiro - Santa Isabel II       |
| B1    | - Arguello - Pueyrredón                     |
| C1    | - Ameghino - Ituzaingó Anexo                |
| C2    | - Barrio Emanuel 1 y 2 - Quintas Capillitas |

### Colectivos

#### Corredor 3
| Línea | Cabeceras                                |
| ----- | ---------------------------------------- |
| 31    | - Centro - Carrara de Horizonte          |
| 32    | - Santa Isabel 2° Sección - Guiñazú      |
| 33    | - Santa Isabel 1° Sección - Área Central |
| 35    | - Cabildo - Centro                       |
| 36    | - Vº libertador - El Chingolo            |

#### Corredor 8
| Línea | Cabeceras                               |
| ----- | --------------------------------------- |
| 80    | - Coronel Olmedo - Cerro de las Rosas   |
| 81    | - Coronel Olmedo - Chateau Carreras     |
| 82    | - Valle del Cerro - Ampliación Ferreyra |
| 83    | - Marechal - Rucci                      |
| 84    | - Centro - Rucci                        |
| 85    | - Coronel Olmedo - Centro               |

## Siniestralidad
Desde la propia TAMSE aseguran algunos problemas financieros, que quedan demostrado en las calles en las propias unidades. Muchas veces la empresa fue noticia en los medios cordobeses por su alta siniestralidad en las calles: un revelamiento del diario Día a Día dice que son ocho los accidentes fatales anuales, pero la empresa informa que son seis.[cita requerida] También, desde la TAMSE informó que cada colectivo choca seis veces al año y que la empresa tienen un promedio de cinco siniestros al día y que esta tasa alta se debe a que es la empresa que al tener más líneas y frecuencias, tiene más unidades que las otras prestatarias.
El lunes 13 de diciembre de 2004 en Avenida Colón y peatonal Rivera Indarte, pleno centro cordobés, una unidad de esta empresa que cubría el recorrido de la línea R8 quedó sin frenos, pasó el semáforo en rojo y atropelló a once personas (entre ellas una embarazada) que terminó con una víctima fatal.
El viernes 28 de octubre de 2011, en el barrio capitalino de Bella Vista se produjo uno de los siniestros más significativos de la historia de la empresa: un colectivo de la línea R1 volcó en una costanera del arroyo La Cañada cuando a alta velocidad tomó una curva y perdió su eje trasero provocando 47 pasajeros heridos.